# 有角亜目
有角亜目（ゆうかくあもく、学名：Ceratomorpha）は、哺乳綱奇蹄目に分類される亜目。角形亜目、サイ亜目（サイあもく）と呼称される場合もある。本分類群の分類階級を下目とし、鉤足下目と纏めてバク型亜目を上位分類群に置く見解もある。
有角亜目の下位分類群にはバク上科とサイ上科がある。現生の哺乳類ではバク科とサイ科のそれぞれ1科しか現存しないが、絶滅した科もそれぞれの上科に複数知られている。ただし、その分類に関する見解は諸説あり、歴史的に所属の変更を複数回経験した属種もいる。

## 形態

### バク上科

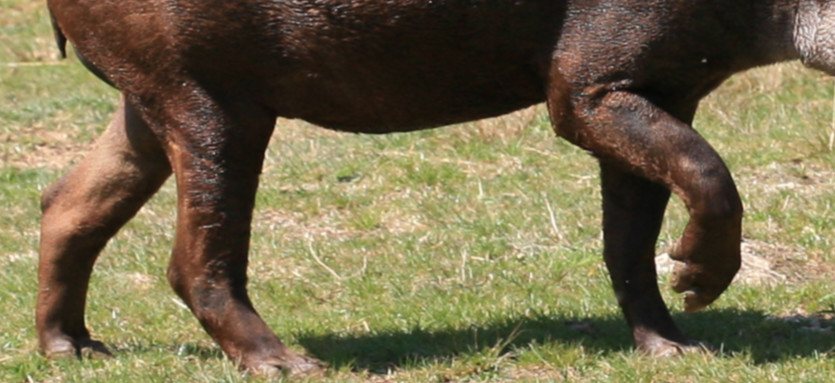
指行性のバク

冨田（2011）によればバク上科は3科に分けられるが、どの科も形態的にはほとんど一緒である。指趾は前肢に4つ、後肢に3つある。歩き方は指行性である。尺骨と橈骨は癒合しておらず、完全に形を保っている。歯列は上下ふたつ、真獣類の基本の数3・1・4・3である。前臼歯は科によって差異が認められるものの、後臼歯は類似性が高く、上顎臼歯にはπの字型の畝が存在し、下顎臼歯では横方向に平行な2本の畝が発達する。

### サイ上科
多くの場合3科に分類されるが、これ以外の科を認める研究者もいる。サイ上科に共通する特徴は少ない。ヒラキウスに代表されるヒラキウス科は基盤的な分類群であり、バク上科に加えられることもあれば、ヒラコドン科の亜科として扱われるなど、分類が揺れていた。

## 分布

### バク上科
最古のバク上科の化石記録は始新世のごく初期の中国と北アメリカであった。ウマ形亜目とは違いその後の始新世で主にユーラシア大陸で放散した。ヘラレテス科はユーラシア大陸と北アメリカに生息して、デぺレテラ科はユーラシア大陸、ロフィアレテス科はアジアのみに分布した。しかし、漸新世に入るとバク上科の放散の勢いも衰え、漸新世中期にはバク科を残すのみとなった。それ以降現在までバク科バク属以外の分類群は現れることがなかったが、中新世以降にバク属はユーラシア大陸と北アメリカで多様化し、のちにパナマ陸橋を越えて南アメリカ大陸まで進出した。現在は南アメリカ北部から中央アメリカ、東南アジアに分布している。

### サイ上科
始新世前期から中期にかけての北アメリカおよびヨーロッパ、始新世中期から後期にかけてのアジアでは、ヒラキウスに近縁なグループが知られているが、これらの分類は明確に定まっていない。これらに近い動物から派生したヒラコドン科はヒラコドン亜科とパラケラテリウム亜科の2亜科に分かれ、前者は始新世中期から漸新世後期にかけてアジア・北アメリカ、後者は始新世中期から中新世前期にかけて主にアジアに生息した。また古第三紀にはアミノドン科も繁栄しており、始新世中期から漸新世の前期にかけて主にアジア・北アメリカに生息した。
ヒラコドン科とアミノドン科が衰退したのち、新第三紀には代わってサイ科が繁栄を開始した。サイ科の最古の化石記録は中国とヨーロッパにあり、その後は海で隔てられていた南極大陸と南アメリカ大陸を除く全ての大陸へ分布を拡大した。ただし、鮮新世前期までに北アメリカの個体群は絶滅したため、現在のサイ科の分布域は旧大陸のみに限られている。

## 下位分類
遠藤・佐々木（2001）に準拠する。†は絶滅した分類群を示す。このうちフーカー（Hooker, 2005）と冨田（2011）でサイ上科とされた科、バク上科や有角亜目とされなかった科については補足した。
- 有角亜目
  - バク上科 Tapiroidea
    - バク科 Tapiridae
    - †ヘラレテス科（英語版）  Helaletidae
    - †デペレテラ科（英語版） Deperetellidae（有角亜目に含めない説もある[2][6]）
    - †イセクトロプス科（英語版）  Isectolophidae（有角亜目に含めない説もある[2][6]）
    - †ロフィアレテス科 Lophialetidae （バク上科に含めない説もある[2][6]）
    - †ロフィオドン科（英語版） Lophiodontidae（鉤足亜目に含める説もある[2][6]）

  - サイ上科 Rhinocerotoidea
    - †“ヒラキウス科” “Hyrachyidae”[2][6]
    - †ヒラコドン科 Hyracodontidae
    - †ロドパグス科 Rhodopagidae[2][6]
    - †アミノドン科（英語版） Amynodontidae
    - サイ科 Rhinocerotidae